# 발레리안 쿠이비셰프

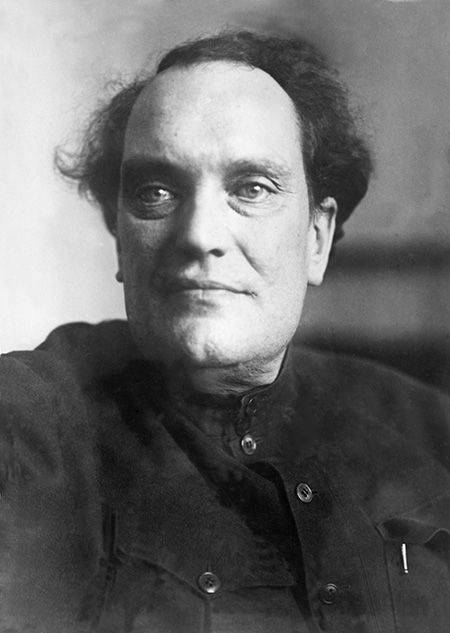

발레리안 블라디미로비치 쿠이비셰프(러시아어: Валериан Владимирович Куйбышев, 문화어: 왈레리안 꾸이비쉐브, 1888년 6월 6일 ~ 1935년 1월 25일)는 러시아의 혁명가이다. 러시아 내전 동안 붉은 군대의 고위 정치지도원이었으며, 소비에트 연방의 저명한 정치인이었다.

## 생애와 경력
쿠이비셰프는 1888년 옴스크의 군인 가정에서 태어나, 옴스크 육군 유년 학교에서 공부하였다. 1904년 러시아 사회민주노동당에 참여했으며, 1905년 군사 의학 아카데미에 입학했으나, 1906년 퇴학당했다. 1906년 ~ 1914년 쿠이비셰프는 러시아 제국 각지에서 볼셰비키 활동을 벌이다가, 시베리아의 나림(Нарым)으로 추방되었다.
1917년 러시아 2월 혁명 이후, 사마라로 이동해 지방 소비에트의 의장이 되었다. 러시아 내전 동안 사마라 행정부의 우두머리와 제1군, 제4군의 정치지도원을 역임하였다.
1928년 ~ 1930년 소비에트 국가경제최고위원회 (Высший Совет Народного Хозяйства) 의장, 1930년 ~ 1932년 고스플란 (Госпла́н, 소비에트 국가계획위원회) 의장, 1934년 ~ 1935년 인민통제위원회 의장, 소비에트 연방 인민위원회의 부의장을 지냈으며, 세르게이 키로프 암살 사건을 조사하던 중, 모스크바에서 심장마비로 사망하였다. 유해는 크렘린 벽에 매장되었다.
1935년부터 1991년까지 사마라(러시아 사마라주의 주도), 볼가르(러시아 타타르스탄), 하가르친 (아르메니아)은 그의 이름을 딴 쿠이비셰프라는 이름으로 있었으며, 러시아 노보시비르스크주의 쿠이비셰프와 아르메니아의 쿠이비셰프 이 두 도시는 아직도 쿠이비셰프라는 이름을 사용하고 있다.